# Eción

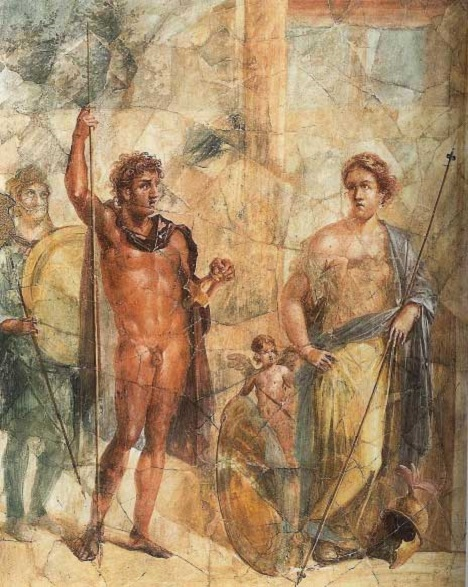
Matrimonio de Alejandro y Estatira como Ares y Afrodita, fresco, ca. 60 d. C., copia después de Eción. Anticuario, Pompeya.

Eción (griego antiguo Έχίων) fue un pintor y escultor griego a quien algunos historiadores suponen contemporáneo de Apeles, de Nicómaco y de Protógenes, fundándose en la mención que hacen de él Luciano y Cicerón al hablar de los otros citados pintores.
Pintó un cuadro que representaba las Bodas de Alejandro Magno y Roxana. Parece que formaba juego con este otro cuadro que representa el casamiento de Semíramis con Minos. El cuadro de las Bodas de Alejandro Magno y Roxana fue expuesto al público en el lugar donde se celebraban los juegos olímpicos; según Heródoto, le valió la mano de la hija de Proxénidas, presidente de los Juegos.[cita requerida] Luciano asegura haber visto ese cuadro en Italia y la brillante descripción que hace de él inspiró al gran Rafael, induciéndole a pintar uno de los suyos.